# Sosnowo-Oziorskoje
Sosnowo-Oziorskoje (ros. Сосново-Озёрское) – wieś w Rosji, w Buriacji, ośrodek administracyjny rejonu jerawnińskiego. W 2010 liczyła 6128 mieszkańców.